# Rue des Vieilles-Garnisons
La rue des Vieilles-Garnisons est une ancienne voie de Paris qui était située dans l'ancien 9e arrondissement (actuel 4e arrondissement). Elle disparait au début du XIXe siècle.

## Origine du nom
Elle doit son nom au fait que le maître de la garnison possédait une maison rue de la Tixéranderie près de cette rue.

## Situation
Située dans l'ancien 9e arrondissement, quartier de l'Hôtel-de-Ville, cette voie publique commençait à la rue du Tourniquet-Saint-Jean, formait un retour d'équerre et se terminait à la rue de la Tixéranderie.
L'aile nord de l'hôtel de ville de Paris occupe son emplacement.
La rue du Coq-Saint-Jean la prolongeait vers le nord.

## Historique
Au XIIIe siècle, la rue est désignée sous le nom du Marteret, Matrais ou Martroi-Saint-Jean (cf. rue du Martroi-Saint-Jean toute proche). Dans un compte de la prévôté de 1448, elle est nommée rue des Garnisons. En 1522, on la retrouve sous le nom de rue du Saint-Esprit, en raison de sa proximité de l'hôpital du Saint-Esprit. Elle est également nommée ruelle Jehan Savary/
La rue longeait le nord du cimetière de l'église Saint-Jean-en-Grève, à la place duquel est construite la chapelle de la Communion au XVIIIe siècle. 
La largeur de la rue est fixée à 6 m par décision ministérielle du 28 brumaire an VI (18 novembre 1797).
Sous le Premier empire, la fontaine de la rue des Vieilles-Garnisons est construite à l'angle avec la rue de la Tixéranderie par l'architecte Louis-Simone Bralle.
Vers 1810, elle est supprimée et son emplacement servit à former le jardin à l'hôtel du préfet de la Seine, construit à la même époque à la place de l'hôpital du Saint-Esprit.
En 1838, cet ensemble est englobé dans les nouvelles constructions de l'hôtel de ville.